# مارسلو پونتیرولی
مارسلو پونتیرولی (انگلیسی: Marcelo Pontiroli؛ زادهٔ ۲۲ ژانویهٔ ۱۹۷۲) بازیکن فوتبال اهل آرژانتین است.
از باشگاه‌هایی که در آن بازی کرده‌است می‌توان به باشگاه فوتبال وارزیم، باشگاه اتلتیکو ایندپندینته، باشگاه فوتبال لانوس، و باشگاه فوتبال آرژانتینوس جونیورز اشاره کرد.